# Phosboucraa
Phosboucraa (cuyo nombre oficial es Phosphates de Boucraa) es una compañía minera marroquí, filial de la empresa estatal marroquí OCP Group que desde 1976 se dedica a la explotación a cielo abierto de fosfatos en la mina de Bucraa, situada en territorio ocupado del Sáhara Occidental. Además de la extracción también comercializa el material procedente de la mina Bucraa y opera el muelle de carga y la planta de tratamiento situados en la costa atlántica de El Aaiún.
Anteriormente los yacimientos habían estado bajo explotación de la empresa pública española Fosfatos de Bucraa, perteneciente al Instituto Nacional de Industria, que operó en el territorio colonial del Sahara español entre 1969 y 1976, manteniendo un porcentaje de la explotación de la empresa minera marroquí hasta 2002.

## Historia
La extracción de roca fosfórica del yacimiento de Bucraa se inició en tiempos de la administración española en 1969 por Fos Bucraa con una inversión de 24.000 millones de pesetas de la época, bajo una previsión de amortización de las instalaciones en diez años. La construcción de las instalaciones se realizó a través de empresas extranjeras, en especial la alemana Krupp, y constaron de un taller de trituración, una fábrica de enriquecimiento, un transportador y un puerto de embarque. Se preparó el puerto para el alojamiento de unas 300.000 toneladas, se construyó un embarcadero de 3.100 metros, y 3 cuencas de carga en agua profunda, pudiendo recibir buques de carga de 100.000 toneladas.Posteriormente, ya bajo la dirección marroquí, se construyeron otras instalaciones como el centro de lavado de cloro y la caldera de secado.
En 1976, tras los acuerdos de Madrid de 1975, el INI vendió el 63% de la propiedad de la empresa Office Chérifien de Phosphates (actualmente OCP Group), y mantuvo el 37% de la propiedad. El acuerdo entró en vigencia el 1 de enero de 1976, por un periodo transitorio de unos 16 meses, tras el cual la dirección marroquí tomó el control de la empresa. Estos acuerdos económicos se mantuvieron en secreto hasta su publicación en el BOE en 1977. La participación accionarial del sucesor del INI (la Sociedad Estatal de Participaciones Industriales) se redujo al 12% en 1996 y se extinguió totalmente en 2002, pasando a manos de OCP.
La guerra del Sahara Occidental (1976- 1991) entre entre el pueblo saharaui y el Frente Polisario contra el Reino de Marruecos y Mauritania hizo que se interrumpiera la actividad de la mina entre 1976 y 1982, justo después de la venta de la participación española, y las interrupciones continuaron hasta la década de los 90.El grupo marroquí no reanudó las inversiones en la infraestructura de la explotación hasta 1982.

## Actividad comercial
El yacimiento de Boucraa es uno de los yacimientos más grandes de fosfatos del mundo e incluye 5 zonas, y consta de unas reservas evaluadas en 1,715 mil millones de toneladas. La explotación de fosfatos de Phosboucraa es la principal riqueza minera explotada en el Sahara Occidental y emplea entre 2000 y 3000 personas.
La empresa, además de gestionar las instalaciones de la explotación del yacimiento de Bucraa, también gestiona la cinta de 100km de longitud que transporta el material hacia la costa y las instalaciones del puerto de El Aaiún y una planta de tratamiento. Mientras que las minas de Bucraa representan el 2% de las reservas de roca fosfórica de Marruecos (OCP, 2021), en 2016 el 22% de la roca fosfórica exportada por Marruecos salió de El Aaiún.
Entre 1976 y 2015, la inversión marroquí en minería de roca fosfórica en la ciudad de Bou Craa en el Sáhara Occidental ha dado como resultado la exportación de roca fosfórica por valor de más de 4 mil millones de dólares.En 2015 inició un programa de desarrollo de aproximadamente 2.000 millones de euros para transformar las materias primas a productos intermedios y fertilizantes fosfatados.

## Controversias

### Explotación ilegal de recursos
Por otro lado la extracción de fosfatos por parte de la empresa estatal marroquí en el Sáhara Occidental ocupado constituye una  violación del derecho internacional, y los fosfatos comercializados se consideran un recurso de conflicto. El conflicto del Sahara Occidental entre el Estado marroquí y la República Árabe Saharaui Democrática (RASD), liderada por el movimiento Frente Polisario llevó a la construcción del muro marroquí en los años 80 durante la guerra del Sahara Occidental. Una de las prioridades de las fuerzas marroquíes fue la de mantener el llamado “triángulo útil” que contiene las ciudades de El Aaiún y Smara, y la mina Bu-Craa, en el llamado 1r muro. El yacimiento de fosfatos de Boucraa quedó a manos de Marruecos, que ha continuado su explotación a pesar de las denuncias internacionales de organismos como la ONU, la Unión Africana o la UE. El Tribunal de Justicia de la Unión Europea ha fallado en diversas ocasiones a favor del Frente Polisario, como representante del pueblo del Sáhara Occidental, de no incluir los territorios del Sahara Occidental en los acuerdos UE-Marruecos en la explotación de los recursos naturales de la zona o en temas como los acuerdos sobre el tránsito aéreo, debido a que la UE no reconoce la soberanía marroquí sobre el territorio.
Esto ha llevado a situaciones como la detención de barcos que transportaban roca fosfórica del Sahara Occidental en Sudáfrica (OCP, 2018; WSRW, 2018) y Panamá en 2017, y se pidió a los tribunales locales que se pronunciaran sobre la legalidad de su carga. Por otro lado algunas empresas como Danske Bank, el Fondo de Pensiones del Gobierno de Noruega, el Fondo de Pensiones de Luxemburgo, KLP (la compañía de seguros noruega), MP Pension (Dinamarca), el Fondo de Pensiones de Noruega, AP Fonden (el fondo de pensiones del gobierno sueco), Nykredit Realkredit Group (Dinamarca) y el PGB Pensioenfonds (Países Bajos), así como otras empresas del sector de los fosfatos como la suiza Epiroc o la Canadiense Nutrien dejaran de tener trato comercial con Phosboucraa basándose en preocupaciones sobre violaciones de derechos humanos, violaciones del derecho internacional y controversia política.

### Derechos laborales
Según un informe del año 2000 de la Fundación Danielle-Mitterrand la mayoría de los trabajadores saharauis fueron despedidos tras el traspaso de dirección, y al cabo de 25 años los derechos laborales de los trabajadores saharauis que habían mantenido sus puestos (unos 200) eran inferiores a los de los trabajadores colonos marroquíes o españoles, teniendo por ejemplo menores probabilidades de ascender, sueldos más bajos y menos beneficios laborales.